# Browningia altissima
Browningia altissima là một loài thực vật có hoa trong họ Cactaceae. Loài này được (F.Ritter) Buxb. mô tả khoa học đầu tiên năm Nov. 1965.